# Karl von Keiser (General, 1802)
Karl Heinrich Friedrich Keiser, ab 1868 von Keiser, (* 26. September 1802 in Herford; † 18. Juli 1885 in Berlin) war ein preußischer Generalleutnant.

## Leben

### Herkunft
Seine Eltern waren der Rentmeister des Hauses Boeckel August Friedrich Keiser und dessen Ehefrau Henriette, geborene Krummacher.

### Werdegang
Keiser besuchte das Gymnasium in Minden und trat nach seinem Abschluss am 1. November 1819 als Pionier in die 6. Pionier-Abteilung der Preußischen Armee in Minden ein. Am 1. Oktober 1820 wurde er in die 4. Pionier-Abteilung nach Köln versetzt und am 21. September 1821 zum Portepeefähnrich ernannt. Vom 1. Oktober 1821 bis zum 30. September 1823 war er zur weiteren Ausbildung an die Vereinigte Artillerie- und Ingenieurschule kommandiert. Anschließend wurde er wieder in die 6. Pionier-Abteilung versetzt, wo er am 2. Oktober 1824 als Sekondeleutnant aggregiert und am 21. September 1829 einrangiert wurde.
Am 1. April 1829 kam er in die 4. Pionier-Abteilung, aber schon am 22. Juni 1829 kam er zur 3. Ingenieur-Inspektion und 8. Pionier-Abteilung. Am 1. April 1831 wurde er Adjutant der 3. Ingenieur-Inspektion und kam am 1. Februar 1837 zum Fortifikationsdienst nach Koblenz, dort wurde er am 24. März 1839 zum Premierleutnant befördert. Er kam am 1. Juli 1840 zum Fortifikationsdienst nach Minden und am 1. März 1843 nach Mainz. Am 25. April 1844 zum Hauptmann befördert, wurde er am 30. August 1844 Kommandeur der 1. Kompanie der 4. Pionier-Abteilung. Von dort wurde er am 1. November 1849 in die 2. Ingenieur-Inspektion versetzt und zunächst mit der Führung der 3. Pionier-Abteilung in Magdeburg beauftragt. Am 30. März 1850 folgte seine Ernennung zum Kommandeur. Am 10. Oktober 1852 zum Major befördert, wurde er am 1. März 1853 als Ingenieuroffizier vom Platz nach Koblenz und Ehrenbreitstein versetzt. Von dort kam er am 23. Oktober 1855 als Kommandeur in die Garde-Pionier-Abteilung und war zugleich ab Ende November 1855 Mitglied der Prüfungskommission für Hauptleute und Premierleutnants des Ingenieurkorps. Ende Mai 1858 avancierte Keiser zum Oberstleutnant und am 5. Juni 1858 wurde er Inspekteur der 5. Festungs-Inspektion. Für die Dauer der Mobilmachung anlässlich des Sardinischen Krieges war er 1859 1. Ingenieuroffizier des mobilen VII. Armee-Korps. Keiser wurde am 1. Juli 1860 zum Oberst befördert und am 21. Juli 1861 als Inspekteur in die 3. Pionier-Inspektion versetzt. Er erhielt am 18. Oktober 1861 Kronen-Orden III. Klasse. Er wurde am 9. Januar 1864 zum Inspekteur der 1. Ingenieur-Inspektion ernannt und am 25. Juni 1864 zum Generalmajor befördert. In dieser Eigenschaft war er ab Mitte April 1865 auch als Inspekteur der Artillerie- und Ingenieurschule tätig.
Bei der Mobilmachung zum Deutschen Krieg wurde er am 19. Mai 1866 1. Ingenieuroffizier beim Oberkommando der 1. Armee und nahm am Gefecht bei Münchengrätz sowie der Schlacht bei Königgrätz teil. Für sein Wirken erhielt Keiser die Schwerter zum Roten Adlerorden III. Klasse. Am 31. Dezember 1866 wurde er mit Patent vom 30. Oktober 1866 zum Generalleutnant befördert und anlässlich des Ordensfestes im Januar 1867 mit dem Roten Adlerorden II. Klasse mit Eichenlaub und Schwertern am Ringe ausgezeichnet. Zudem erhielt er am 25. Juni 1867 den Orden der Heiligen Anna I. Klasse. Am 17. September 1867 wurde er mit Pension zur Disposition gestellt und am 22. April 1868 in den erblichen preußischen Adelsstand erhoben. Er starb am 18. Juli 1885 in Berlin und wurde am 21. Juli 1885 auf dem Matthaifriedhof beigesetzt.

### Familie
Er heiratete am 2. November 1841 in Minden Mathilde von Arnim (1814–1886) aus dem Hause Gerswalde. Das Paar hatte mehrere Kinder:
- Otto (1842–1907), preußischer Oberstleutnant ⚭ 1866 Hermine Gesser (* 1844), Eltern des Generalmajors Richard von Keiser (1867–1946).
- Karl (1843–1929), preußischer Generalleutnant ⚭ 1870 Klara von Arnim (* 1846)[1], Eltern des Generalmajors Karl von Keiser (1871–1929).
- Max (* 1845), preußischer Amtmann ⚭ 1883 Hedwig von Arnim (* 1852)[1]
- Ernst (1847–1906), preußischer Oberstleutnant
⚭ 1880 Amalie Deul (1855–1884)
⚭ 1887 Ferdinande Leuthaus (* 1857)
- Agnes (* 1856)